# Nacionalno vijeće Slovačke Republike
Nacionalno vijeće Slovačke Republike (slovački: Národná rada Slovenskej republiky) je nacionalni parlament Slovačke. To je jednodomno zakonodavno tijelo i sastoji se od 150 zastupnika koji se biraju na temelju općeg biračkog prava na temelju proporcionalne zastupljenosti svake četiri godine.
Slovački parlament naziv "Nacionalno vijeće" nosi od 1. listopada 1992.  Od 1969. do 1992. godine, njegov prethodnik, parlament slovačkog dijela Čehoslovačke, bio je pod nazivom Slovačko Nacionalno vijeće (Slovenská Národná Rada).
Nacionalno vijeće odobrava domaće zakonodavstvo, ustavni zakon, godišnji proračun. Njegova je suglasnost potrebna pri ratifikaciji međunarodnih ugovora, te je odgovoran za odobravanje vojne operacije. On također izabire pojedince za neke pozicije u izvršnoj vlasti i sudstvu kako je određeno zakonom. Zgrada parlamenta nalazi se na brežuljku pored Bratislavskog dvorca na trgu Alexandera Dubčeka.
Parlament može glasati samo ako je prisutna većina svih članova (76). Za donijeti odluku odobrenjem natpolovične većine svih zastupnika prisutnih je potrebno 39 glasova. Gotovo svi pravni akti mogu se usvojiti relativnom većinom. Apsolutna većina (76 glasova) potrebno je da prođe izglasavanje nepovjerenja Vladi ili njezinim članovima, te kod biranja predsjednika i potpredsjednika vijeća. Kvalificirana većina 3/5 svih zastupnika (najmanje 90 glasova) potrebna je za donošenje Ustava ili Ustavnog zakona.

## Vanjske poveznice
- Službena stranica Nacionalnog vijeće Slovačke Republike